# Abdel Rahim el-Kib
ʿAbd al-Raḥīm al-Kīb (in arabo ﻋﺒﺪ ﺍﻟﺮﺤﻴﻢ ﺍﻟﻜﻴﺐ‎?) (Tripoli, 2 marzo 1950 – Tuscaloosa, 21 aprile 2020) è stato un politico libico.
Dal 24 novembre 2011 al 14 novembre 2012 è stato il primo ministro del Consiglio nazionale di transizione libico. Ha infatti ottenuto 26 dei 51 voti dei componenti del CNT, superando così nettamente altri 8 candidati malgrado la sua origine tripolina, suscettibile di critiche da parte dei "nazionalisti" cirenaici.
Sostituiva ʿAlī Tarhūnī, che il 23 ottobre aveva a sua volta rimpiazzato ad interim Maḥmūd Jibrīl, che aveva deciso di ritirarsi dalla vita politica.

## Attività scientifica e didattica
Laureato in ingegneria elettronica all'Università di Tripoli, al-Kīb ha lavorato nell'Università dell'Alabama come Assistant Professor di Ingegneria elettrica nel 1985, diventando professore nel 1996. Ha lavorato anche nella North Carolina State University e nell'American University of Sharjah e, più di recente, nel Petroleum Institute negli Emirati Arabi Uniti.
Le sue ricerche sono state finanziate dalla National Science Foundation (NSF), dall'Electric Power Research Institute (EPRI), dal Dipartimento dell'Energia degli Stati Uniti d'America, dalla Southern Company Services (SC) e dall'Alabama Power Company (APCO).

Ha pubblicato numerosi lavori e il suo libro (Emissions Constrained Dispatch and VoltlVar compensation on primary distribution feeders) è stato adottato da numerose compagnie statunitensi. Ha operato anche come esperto per numerose industrie, compresa l'Alabama Power Company and Southern Company Services.
Ha lavorato tra il 2001 e il 2007 come membro del Consiglio Direttivo della Arab Science and Technology Foundation, oltre a essere componente del Consiglio Scientifico del Korean Institute of electrical Engineers (KIEE)/Society of Power Engineering, e del Consiglio Scientifico dell'International Journal of Innovations in Energy Systems and Power (IJESP).
Lasciando l'Università dell'Alabama, ha trascorso due anni (1999-2001) nell'American University of Sharjah (a Sharja, Emirati Arabi Uniti).
È morto il 21 aprile 2020 a causa di un attacco cardiaco, all'età di 70 anni.